# Thripadectes virgaticeps
Thripadectes virgaticeps е вид птица от семейство Furnariidae.

## Разпространение
Видът е разпространен във Венецуела, Еквадор и Колумбия.